# Leď
Leď (rusky Ледь) je řeka v Archangelské oblasti v Rusku. Je 184 km dlouhá. Povodí má rozlohu 2690 km².

## Průběh toku
Odtéká z jezera Letozero. Její koryto je velmi členité. Ústí do Vagy (povodí Severní Dviny).

## Vodní stav
Zdrojem vody jsou převážně sněhové srážky. Průměrný roční průtok vody ve vzdálenosti 42 km od ústí činí přibližně 16,7 m³/s. Zamrzá na konci října až v listopadu a rozmrzá ve druhé polovině dubna až v květnu.

## Využití
Řeka je bohatá na ryby a splavná pro vodáky.